# Guilty Future
「Guilty Future」（ギルティ・フューチャー）は、喜多村英梨の通算4枚目のシングル。2009年1月21日にランティスから発売された。

## 概要
前作『REALIZE』から約6ヶ月ぶりのリリースで、2009年唯一、さらに移籍第2弾にして本人名義としてはランティスでの最後のシングル。
シングル表題曲「Guilty Future」は、喜多村英梨が主人公・九重りん役を担当、E-rimix名義が自ら歌詞を手掛けて歌うOVA『こどものじかん 2学期』のオープニングテーマ。
ジャケットは喜多村の描く未来、世界、宇宙との融合を芸術的に表現している。

## 批評
CDジャーナルは、「届かない思いと不信感に捕らわれながら本当の愛を切なく叫んでいる曲。」と評した。

## 収録曲
全作曲・編曲：小松一也
1. Guilty Future [3:36]
  - 作詞：E-RImix with Ai*Mei Gui、
  - OVA『こどものじかん 2学期』オープニングテーマ

喜多村の「動」の部分を描いており、また、最大限に声を引き出している。
2. 朔望 -ミチカケ- [4:04]
  - 作詞：Ai*Mei Gui

喜多村の神秘的な「静」の部分を描いている。
3. Guilty Future（Instrumental）
4. 朔望 -ミチカケ-（Instrumental）

## 収録作品
| 曲名          | 収録作品名                                | 作品種類    | 発売日        | 備考                                                                      |
| ------------- | ----------------------------------------- | ----------- | ------------- | ------------------------------------------------------------------------- |
| Guilty Future | 銀座で学芸会！？いえ～す うぃ～ きゃ～ん☆ | 映像特典DVD | 2009年7月24日 | OVA「こどものじかん 2学期 3科目」＜初回限定生産＞科目発売記念イベント映像 |